# Libero Brignoccoli
Libero Brignoccoli (Ancona, 23 giugno 1953) è un ex arbitro di calcio italiano.

## La carriera
Tra il 1991 e il 1995, anno del suo ritiro, Brignoccoli ha arbitrato 15 partite del massimo campionato italiano e 2 gare di Coppa Italia. In serie B ha invece arbitrato 48 gare negli stessi anni. Nella sua carriera non fu mai direttore di gare internazionali.